# 做习主席的好战士
《做习主席的好战士》是中国人民解放军一首军旅歌曲，由孙雷作词，刘琦作曲。此曲创作于2017年，用意歌颂中共中央军委主席习近平，强调军委主席负责制和党指挥枪。